# Вишевца
Вишевца (словен. Viševca) — поселення в общині Церклє-на-Горенськем, Горенський регіон, Словенія. Висота над рівнем моря: 477,5 м.